# Clotildiella
Clotildiella is een geslacht van vliesvleugeligen uit de familie Eulophidae. De wetenschappelijke naam van dit geslacht is voor het eerst geldig gepubliceerd in 1964 door Erdös.

## Soorten
Het geslacht Clotildiella is monotypisch en omvat slechts de volgende soort:
- Clotildiella numidica Erdös, 1964